# Garth Robinson
Garth Barrington Robinson (Londra, 11 ottobre 1970) è un ex velocista giamaicano.

## Carriera sportiva
In carriera ha vinto un bronzo olimpico con la staffetta 4x400 ad Atlanta 1996 correndo solo nelle batterie.
Vanta anche svariati piazzamenti sul podio in diverse competizioni: con la 4x400 ha collezionato un argento ai mondiali indoor di Parigi 1997 ed un bronzo all'Universiade di Catania nel 1997 e un argento ai XV Giochi del Commonwealth di Victoria, mentre con la 4x100 ha vinto il bronzo ai XIII Giochi panamericani di Winnipeg del 1999 ed un argento ai Giochi centramericani e caraibici di Maracaibo del 1998.

## Palmarès
| Anno | Manifestazione                    | Sede      | Evento    | Risultato | Prestazione | Note  |
| ---- | --------------------------------- | --------- | --------- | --------- | ----------- | ----- |
| 1994 | Giochi del Commonwealth           | Winnipeg  | 4 × 400 m | Argento   | 3'02"32     |       |
| 1996 | Giochi olimpici                   | Atlanta   | 4 × 400 m | Bronzo    | 2'59"42     | [ 2 ] |
| 1997 | Mondiali indoor                   | Parigi    | 4 × 400 m | Argento   | 3'08"11     | [ 2 ] |
| 1997 | Universiade                       | Catania   | 4 × 400 m | Argento   | 3'02"68     |       |
| 1998 | Giochi centramericani e caraibici | Maracaibo | 4 × 100 m | Argento   | 39"04       |       |
| 1999 | Giochi panamericani               | Winnipeg  | 4 × 100 m | Bronzo    | 38"82       |       |